# Estação Pont de Levallois - Bécon
Pont de Levallois - Bécon é uma estação da linha 3 do Metrô de Paris, localizada no território da comuna de Levallois-Perret (Altos do Sena). É o terminal oeste da linha.

## Localização
A estação está situada na rue Anatole France em Levallois-Perret, entre a rue Baudin e a avenue Georges-Pompidou.

## História

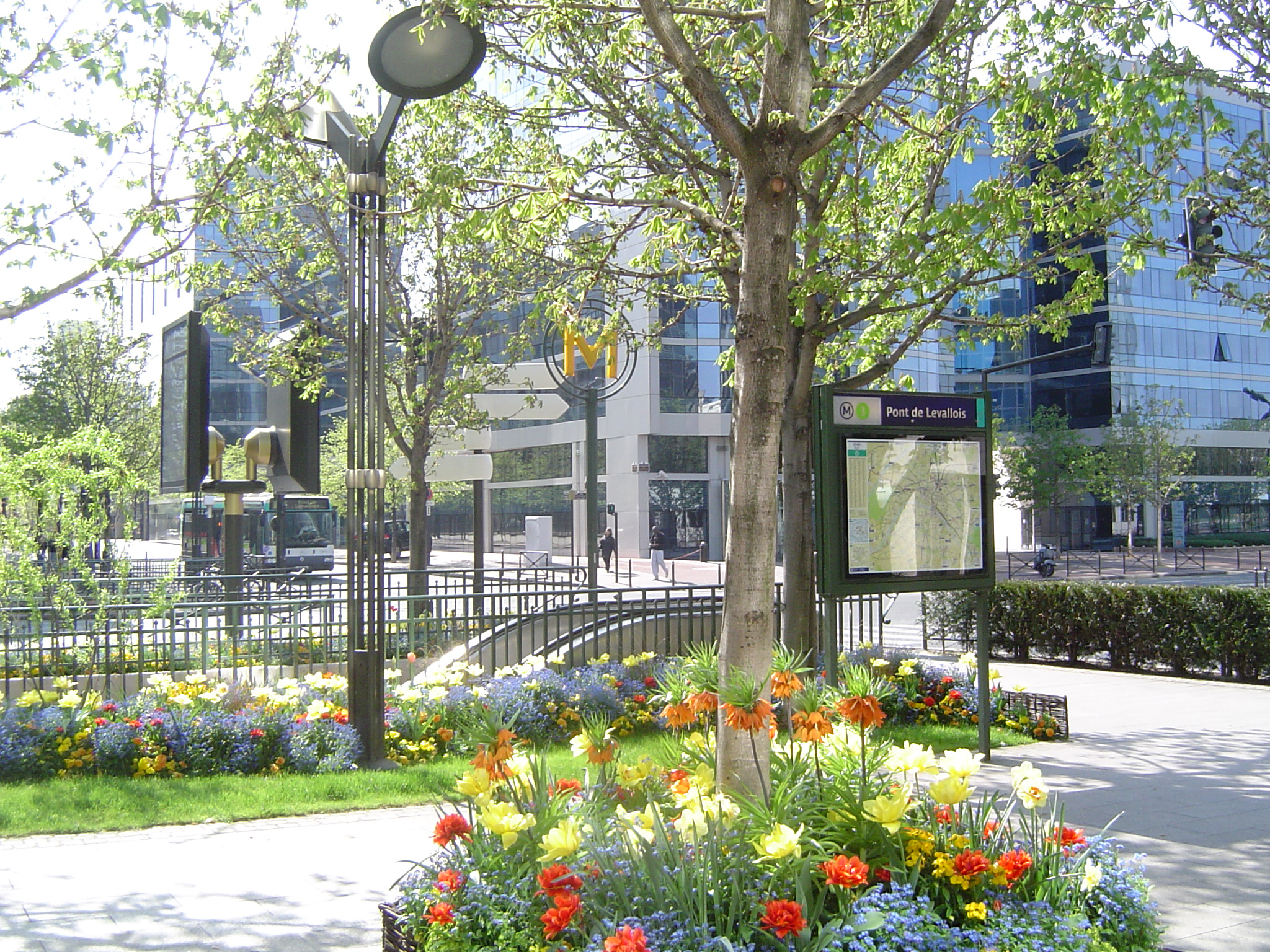
Uma das entradas da estação

A estação deve o seu nome à proximidade da pont de Levallois, que fornece uma ligação com a localidade denominada Bécon-les-Bruyères no outro lado do rio Sena. O nome da ponte é derivado do nome da comuna de Levallois que, por sua vez, leva o nome de um desenvolvedor imobiliário, Nicolas Eugène Levallois.

Em 2011, 5 085 695 passageiros entraram nesta estação. Ela viu entrar 5 100 344 passageiros em 2013, o que coloca na 83ª posição das 302 estações de metrô abertas, por sua frequência.

## Serviços aos Passageiros

### Acessos
A estação tem quatro acessos por escadas fixas e escadas rolantes no cruzamento da rue Anatole France e da avenue Georges-Pompidou.

### Plataformas
Pont de Levallois - Bécon tem duas plataformas, uma central e uma lateral, servindo três vias: a plataforma central é servida por duas vias servindo à partida dos trens enquanto que a plataforma lateral é servida pelos trens de chegada. A decoração é do estilo utilizado pela maioria das estações de metrô: a faixa de iluminação é branca e arredondada no estilo "Gaudin" da renovação do metrô da década de 2000, e as telhas em cerâmica brancas biseladas recobrem os pés-direitos, a abóbada e o tímpano. Os quadros publicitários são em faiança da cor de mel e o nome da estação é também em faiança. Os assentos são do estilo "Motte" de cor branca.

### Intermodalidade
A estação é servida pelas linhas 53, 167, 238 e 275 da rede de ônibus RATP e, à noite, pelas linhas N16 e N52 da rede de ônibus Noctilien.

Galeria de fotografias
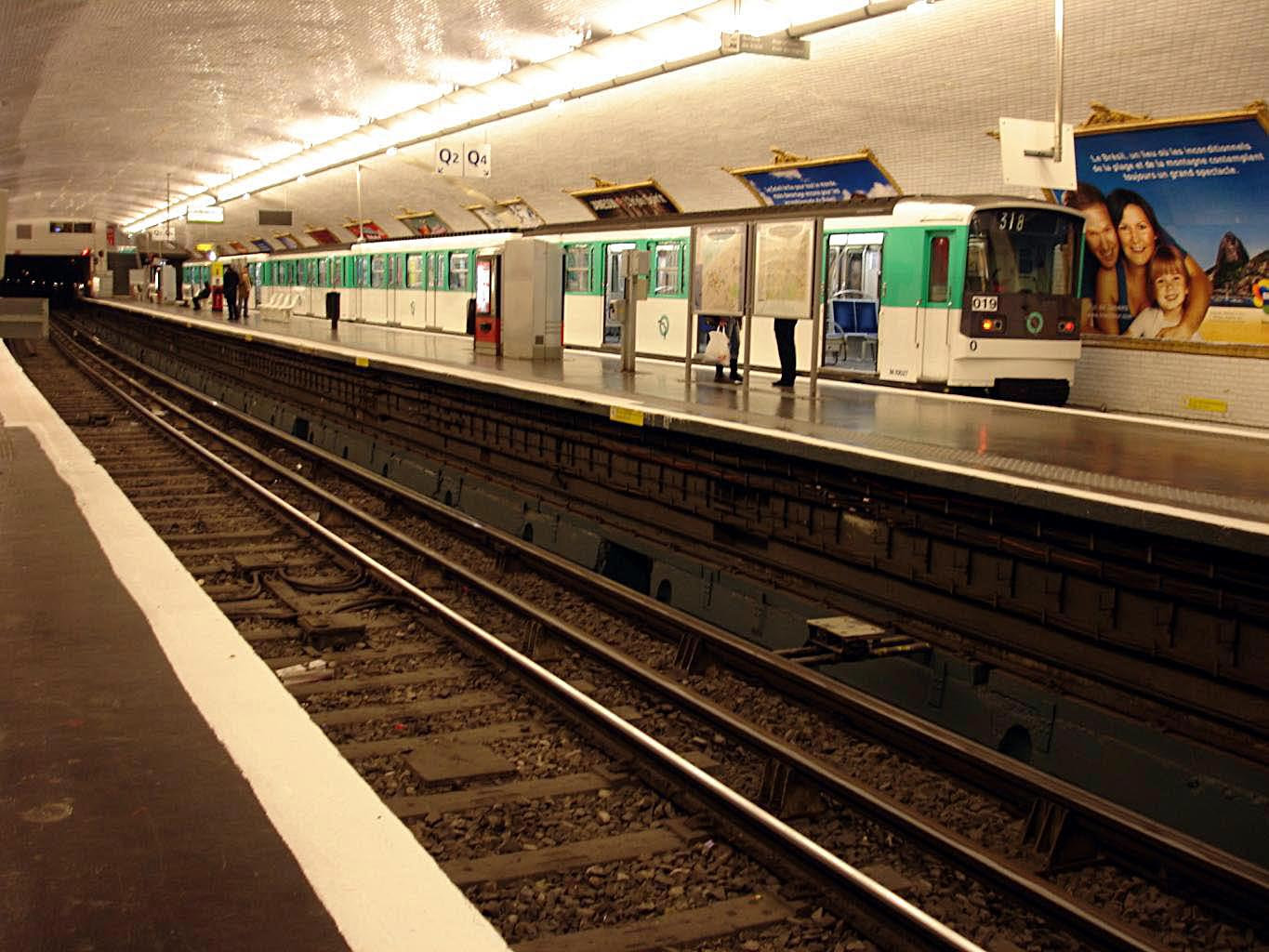
Trem estacionado na plataforma, em espera da partida.
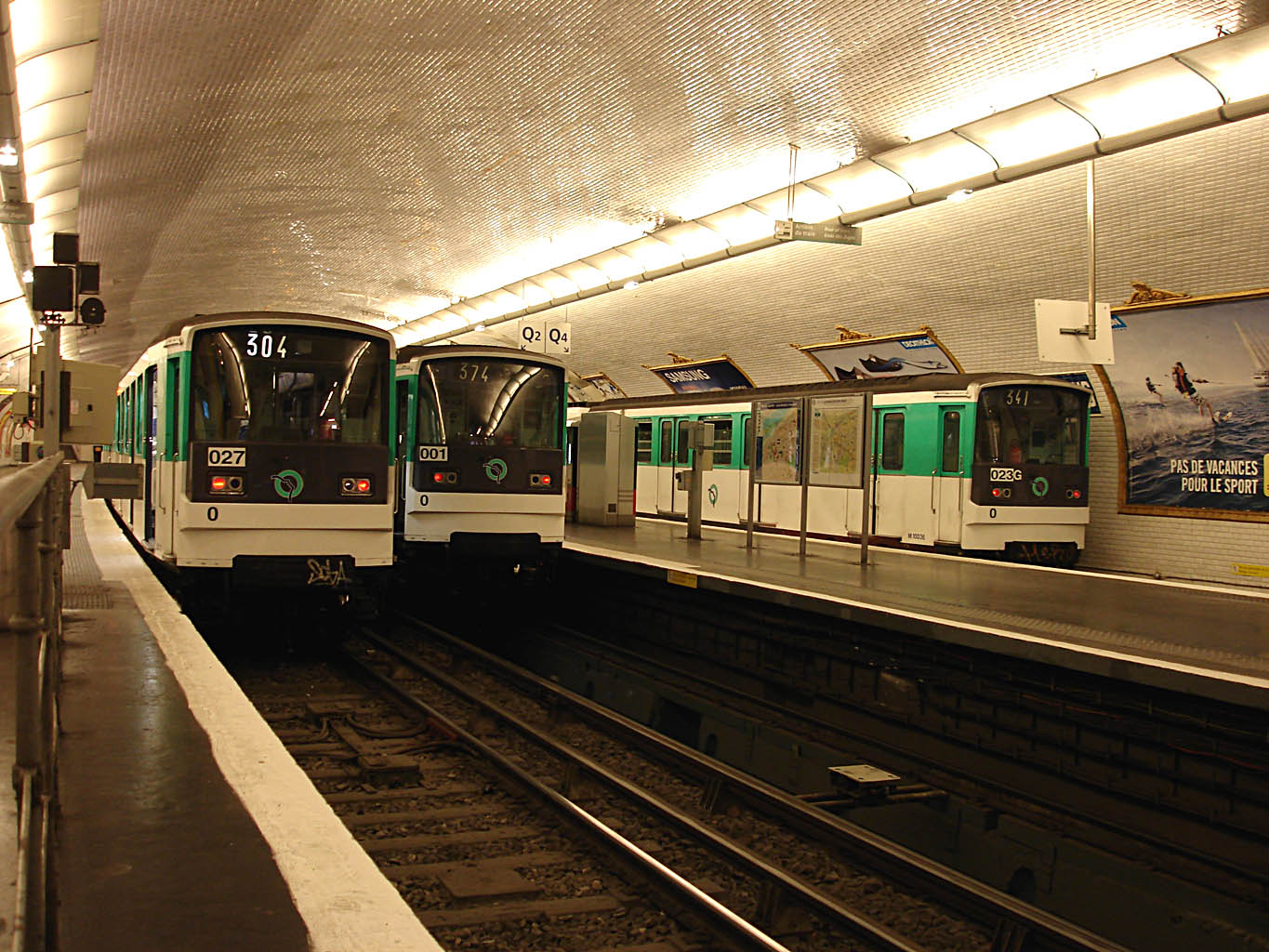
Trens estacionados na plataforma, no fechamento.
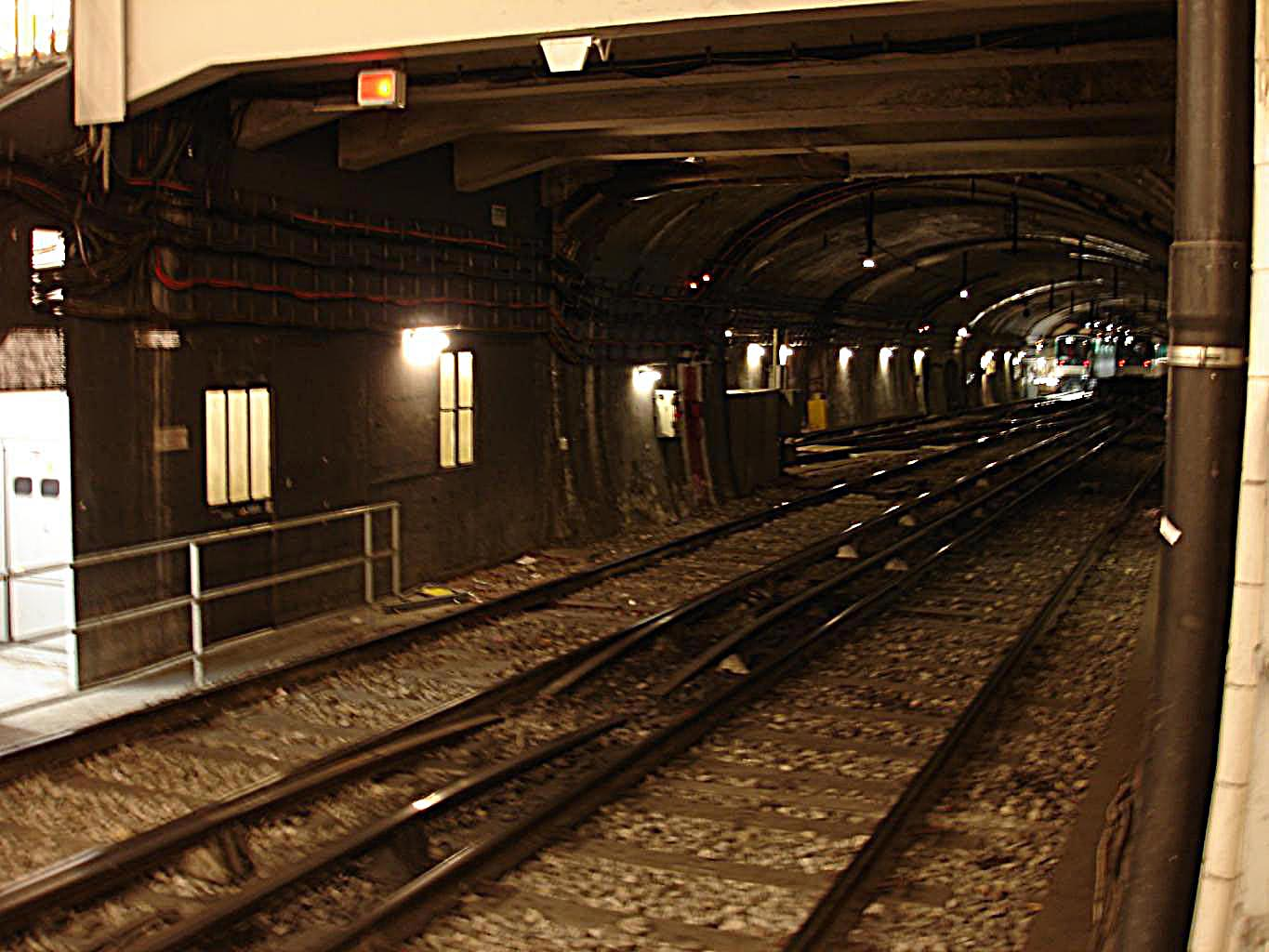
Gavetas de retorno, atrás da estação.